# The Freed Weed
The Freed Weed è una compilation della band statunitense Sebadoh, pubblicata nel 1990.

## Produzione
Contiene per intero il secondo album della band, Weed Forestin' (1990), e 16 dei 32 brani del loro primo album, The Freed Man (1989), oltre a due brani inediti, "Little Man" e "Submarine". La canzone "Mothra" da The Freed Man viene rinominata "Stop the Wheel" in questa versione.
Questo album rimane l'unica versione ufficiale di Weed Forestin' su CD, sebbene sia stato autoprodotto su CD e in molti altri formati come album del progetto Sentridoh di Lou Barlow e venduto su Bandcamp nel 2012.
La versione del brano "Brand New Love" inclusa in questa compilation venne accorciata a tre minuti eliminando gli ultimi trenta secondi che erano costituiti da frammenti di altre registrazioni di brani dei Dinosaur Jr. (una sezione accelerata di "The Lung" e due ripetizioni di una sezione di "Throw Down", la prima delle quali è rallentata, la seconda è a velocità normale).

## Tracce
1. Temporary Dream - 1:23
2. New Worship - 2:21
3. Subtle Holy Gift - 2:30
4. My Own Religion - 0:59
5. Ride The Darker Wave - 2:17
6. More Simple - 1:36
7. Jealous Of Jesus - 1:47
8. Mr. Genius Eyes - 2:09
9. Perfect Power - 1:41
10. Feeding Evil - 2:12
11. Sexual Confusion - 3:31
12. Three Times A Day - 1:26
13. Gate To Hell - 1:12
14. Broken - 3:05
15. Whitey Peach - 2:31
16. I Can't See - 2:37
17. Take My Hand - 0:58
18. Pound My Skinny Head - 0:50
19. I Believe In Fate - 2:25
20. Waited Forever - 1:30
21. Slightest Suggestion - 3:02
22. It's So Hard To Fall In Love - 1:50
23. Brand New Love - 3:01
24. Burning Out - 1:26
25. Little Man - 0:47
26. Punch In The Nose - 1:32
27. Loose 'N' Screw - 1:10
28. Jealous Evil - 2:13
29. Moldy Bread - 0:59
30. Bridge Was You - 1:22
31. Bolder - 1:23
32. True Hardcore - 1:37
33. Stop The Wheel - 0:44
34. Made Real - 1:17
35. Level Anything - 1:15
36. Soul Mate - 1:34
37. Nest - 1:08
38. Narrow Stories - 1:52
39. Yellow Submarine - 2:00
40. Wall Of Doubt - 1:27
41. Crumbs - 1:39

## Formazione
- Lou Barlow: chitarra e voce
- Eric Gaffney: batteria